# Banate
Banate est une municipalité de la province d'Iloilo, aux Philippines. Située à 51 km de la ville d'Iloilo, l'agglomération est à l'origine une localité tournée vers la pêche et l'agriculture. Ses champs produisent du riz, de la canne à sucre, des légumes, des haricots, des noix de coco et des bananes. Banate est également connue pour sa production de Kasag, le crabe bleu Portunus pelagicus, de poisson frais et de Bagoong. Ces productions sont vendues par des entrepreneurs locaux à la capitale de province, dans les petites villes intérieures voire jusqu'à Manille.
Le port de Banate est un point de départ pour les passager et les productions locale en direction de l'île de Negros.